# Asila
Asila (arab. أصيلة albo أرزيلة, fr. Arzila, hiszp. Arcila) – miasto w Maroku, około 50 km od Tangeru. Mieszka tu ok. 28 tys. osób (stan z 2004).
W starożytności istniało tu początkowo fenickie, później rzymskie miasto Zilias, znane też jako Colonia Iulia Zulil. Współczesną Asilę założyli w XV wieku Portugalczycy, po zdobyciu w 1471 r. przez wyprawę króla Alfonsa V Afrykańczyka. Było to miasto portowe nad Atlantykiem, służące Portugalii za bazę w dalszych podbojach. Po Portugalczykach miasto zajęli Hiszpanie, a w 1691 roku nadmorskie tereny Maroka wraz z Asilą odbił z rąk Europejczyków sułtan Maulaj Isma’il.
Z czasów portugalskiego panowania do dziś dotrwały masywne mury obronne, otaczające jedną z najlepiej zachowanych medyn kraju. Corocznie odbywa się tu Międzynarodowy Festiwal Kultury.
W obrębie medyny znajduje się ostatnio przebudowany Wielki Meczet oraz Palais de Rassouli, wzniesiony w 1909 roku przez Maulaja Ahmada ar-Rajsuliego.